# Teófanes (copista)
Teófanes (em grego medieval: Θεοφάνης; romaniz.: Theophánes) foi um monge e copista bizantino do século X.

## Vida
Nasceu nos primeiros anos do século X, talvez por volta de 906. Provavelmente se juntou ao Mosteiro de Cimina na Capadócia, que havia sido fundado por Miguel Maleíno, onde viveu por mais de 40 anos. Dedicou-se a escrever manuscritos e ao exagerar teve um edema na cabeça e por 15 dias mal conseguia abrir a boca e beber água; foi curado por Miguel Maleíno. Talvez foi autor da Vida de Miguel.